# Ferdinand Bordewijk
Ferdinand Bordewijk, ursprungligen Johan Wilhelm Christiaan Karel Emil Bordewijk, född  10 oktober 1884 i Amsterdam, död  28 april 1965 i Haag, var en nederländsk författare. 
Bordewijk stil anses ha drag av den nya sakligheten, magisk realism och surrealism. 
Bordewijk studerade juridik i Leiden. Efter studierna började han arbeta vid en advokatbyrå i Rotterdam; juridiken och Rotterdam är bakgrunden till ett av hans mest kända verk, Karakter (Karaktären, Bokförlaget Augusti 2022), från 1938. Boken filmades 1997 av regissören Mike van Diem.

## Priser
- 1949 - Prijs voor kunsten en wetenschappen för Noorderlicht
- 1953 - P.C. Hooftprijs för De doopvont och Studiën in volkscultuur
- 1957 - Constantijn Huygensprijs för hans samlade verk

## Bibliografi

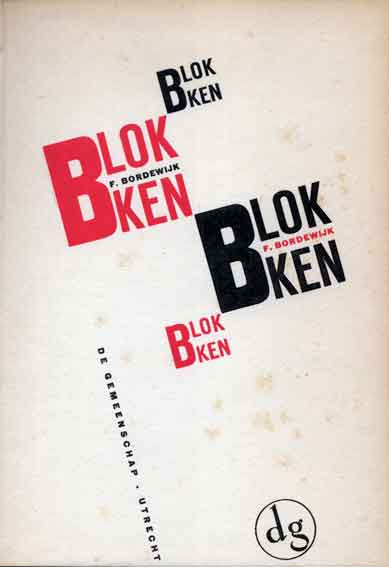
Blokken (1931)

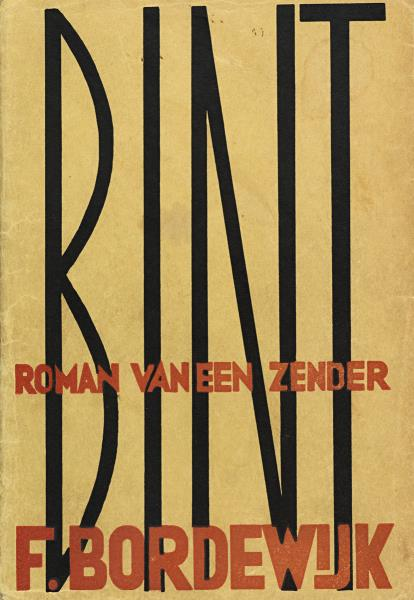
Bint (1934)